# Jableh
Jableh je město v západní Sýrii. Žije zde přibližně přibližně 76 tisíc obyvatel. Leží na pobřeží Středozemního moře asi 25 kilometrů severně od Baníjásu a 25 kilometrů jižně od Latákie. V dobách Byzantské říše bylo arcidiecézí a dodnes je titulární diecézí. Nachází se zde hrobka významného súfisty Ibrahima ibn Adhama a také mešita nesoucí jeho jméno. Místo, kde se dnes město nachází, bylo osídleno již nejméně ve 2. tisíciletí před naším letopočtem, tehdy ještě jako součást království Ugarit. Ve starověku město střídavě ovládali muslimové a Byzantská říše. 
V květnu 2016 zabil bombový útok Islámského státu ve městě asi 100 lidí. V únoru 2023 ve městě zemřelo 283 lidí v důsledku zemětřesení v Turecku a Sýrii 2023. Dne 8. prosince 2024 město dobyla Syrská opozice. Ve městě se nachází sportovní klub Jableh SC, který hraje na Stadionu Jableh. Panuje zde středomořské podnebí s teplými léty. 